# (2794) Кулик
(2794) Кулик (лат. Kulik) — типичный астероид главного пояса, открыт 8 августа 1978 года советским астрономом Николаем Черных в Крымской астрофизической обсерватории и 8 ноября 1984 года назван в честь российского и советского учёного Леонида Кулика.

## Обнаружение и именование
(2794) Кулик
Открыт 8 августа 1978 года в Научном Н. С. Черных.
Назван в память о советском минералоге, исследователе метеоритов и основателе метеоритных исследований в СССР Леониде Алексеевиче Кулике (1883—1942). Особенно известен своим исследованием места и обстоятельств Тунгусского события. В честь Кулика также назван лунный кратер.
Оригинальный текст (англ.)2794 Kulik
Discovered 1978-Aug-08 by Chernykh, N. at Nauchnyj.
Named in memory of Leonid Alekseevich Kulik (1883—1942), Soviet mineralogist, researcher of meteorites, and a founder of meteoric research in the U.S.S.R. He is particularly known for his investigation of the place and circumstances of the Tunguska event. Kulik is also honored by a lunar crater.
Источники: DISCOVERY.DB; M.P.C. 9215.

## Орбита

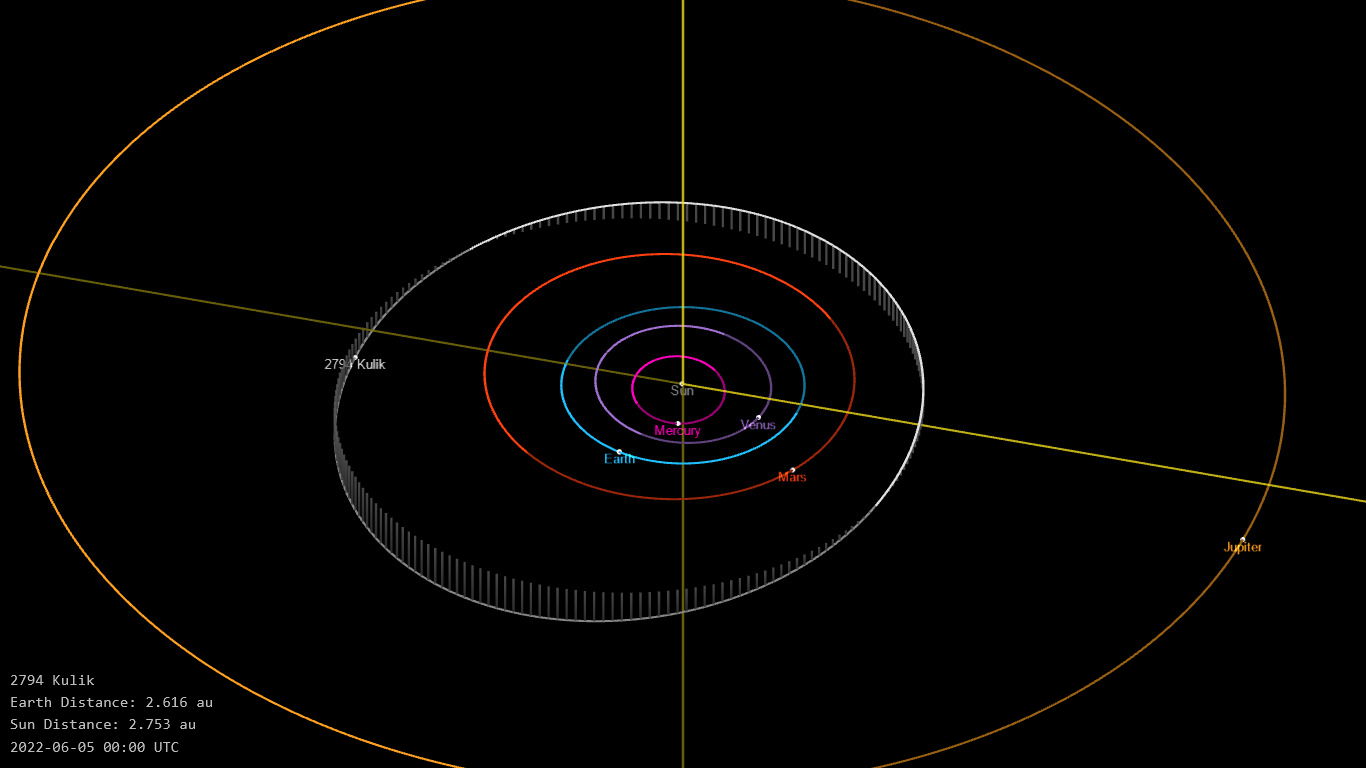
Орбита астероида Кулик и его положение в Солнечной системе

## Физические характеристики
Из наблюдений PRIMitive Asteroid Spectroscopic Survey (PRIMASS) следует, что астероид относится к таксономическому классу D.
По результатам наблюдений в видимом и ближнем инфракрасном диапазоне космического телескопа NEOWISE диаметр астероида сначала оценивался равным 7,622±0,088 км, позже — 7,647 км, 7,323±0,114 км. Согласно тем же источникам альбедо оценивается как 0,1238±0,0247, 0,1225 и 0,140±0,015.